# Хитров, Евгений Михайлович
Евгений Михайлович Хитро́в (30 июля 1872 — 1932, Спас-Клепики) — преподаватель русского языка и литературы Спас-Клепиковской второклассной учительской школы, в которой с 1909 по 1912 г. учился Сергей Есенин. Известен как первый литературный наставник начинающего поэта. Автор воспоминаний о своём ученике.
Первоначально воспоминания опубликованы в журнале «Спас-Клепиковский работник просвещения» при жизни поэта (№ 1 за 1924 год); там же под заголовком «Ученические стихотворения Сергея Есенина, написанные в 1911—12 учебном году» были помещены три стихотворения: «Воспоминание» («За окном, у ворот...»), «Звёзды» и «И.Д. Рудинскому». Второй вариант воспоминаний написан после смерти поэта.

## Биография
В 1895 году Евгений Хитров окончил полный курс Рязанской Духовной семинарии. Ещё студентом Е. М. Хитров был регентом при хоре, то есть управлял им. После окончания назначен учителем и законоучителем в Рудневскую (Пронского уезда) церковно-приходскую школу.
В 1899 году переведен на должность старшего учителя Спас-Клепиковской второклассной учительской школы . В городе Спас-Клепики прожил свыше трёх десятилетий. Работал учителем, был регентом в местной церкви, увлекался музыкой и играл на фисгармонии, рисовал и пр. C 1910 года при его содействии в Спас-Клепиках было организовано сельскохозяйственное кредитное товарищество.
В 1910 году получил чин коллежского секретаря. В 1911 — титулярный советник, в 1913 — коллежский асессор, в 1914 — надворный советник. В 1915 году награждён орденом III степени..
Когда в 1909 по 1912 годах Есенин учился в Спас-Клепиковской второклассной учительской школе Е. М. Хитров работал старшим учителем, преподавал российскую словесность, руководил школьным хором.
На занятиях Е. М. Хитров практиковал чтение художественных произведений русских писателей.
Из воспоминаний Е. М. Хитрова:
«У меня было в обычае, сначала задавать ученикам для прочтения те или иные литературные произведения, а потом прочитывать те же произведения самому в классе. Так я делал и с большими произведениями, вроде „Евгения Онегина“, „Бориса Годунова“ и пр. Читал я в течение нескольких часов и всегда почти все произведение целиком. Ребята очень любили такое чтение и часто просили меня об этом. Но думаю, не было такого жадного слушателя у меня, как Есенин. Он впивался в меня глазами, глотал каждое слово. У него первого заблестят глаза и потянутся слезы в печальных местах, первый расхохочется при смешном. Сам я в особенности любил Пушкина. Пушкиным больше всего занимался с учениками, читал его, разбирал и рекомендовал, как лучшего учителя в литературе, Есенин полюбил Пушкина».
Именно Хитров стал первым наставником в литературе Сергея Есенина. Юноша приносил учителю свои первые опыты.
Из воспоминаний Е. М. Хитрова:
«Стихи он начал писать с первого года своего пребывания в школе. Я удивлялся легкости его стиха. Однако в первые два года мало обращал внимания на его литературные упражнения, не находя в них ничего выдающегося. Писал он короткие стихотворения на самые обыденные темы. Я относился к его стихам поначалу сдержанно… Первое произведение, которое меня поразило у Есенина, было стихотворение „Звезды“. Помню, я как-то смутился, будто чего-то испугался. Несколько раз вместе с ним прочел стихотворение. Мне стало совестно, что я недостаточно много обращал внимания на Есенина. Сказал ему, что стихотворение это мне очень понравилось, что его можно напечатать».
При выпуске Сергея Есенина в 1912 году дал ему совет переехать в любую столицу и заняться поэзией.
В своих воспоминаниях Евгений Хитров писал: «Когда Есенин окончил курс и мы с ним расставались, я ему советовал поселиться в Москве или Питере и там заниматься литературой под чьим-нибудь хорошим руководством. Совет мой он принял и выполнил, и я довольно скоро имел удовольствие читать его стихи в „Ниве“. Ещё большее удовольствие он мне доставил тем, что прислал первый свой сборник стихов „Радуница“ с надписью».
Ещё при жизни поэта принял участие в рукописном журнале «Спас-Клепиковский работник просвещения» (1924, февраль, № 1), размноженном потом на гектографе (тираж 30 экземпляров). В этом журнале были помещены переписанные рукой Хитрова его статья «Мои воспоминания о Сергее Есенине», помеченная «25 февраля 1924 года», и три есенинских стихотворения: «Воспоминание» («За окном у ворот…»), «Звезды», «И. Д. Рудинскому».
Е. М. Хитров сохранил автографы некоторых стихотворений начинающего поэта. «Есенин приносил мне много своих стихотворений, — вспоминал он в 1926 году, — которые я складывал в общий ворох ученических работ, все они были написаны на отдельных листках. Перед окончанием Есениным нашей школы я попросил переписать стихи в отдельную тетрадь. Есенин принёс мне одну тетрадь с четырьмя стихотворениями. Я сказал, что этого мало. Тогда он принёс ещё тетрадь с пятью стихотворениями. Эти две его тетради у меня сохранились».
В октябрьские дни, 1917 года он вступил в партию большевиков. В годы Советской власти благодаря Хитрову создано в Спас-Клепиках товарищество по совместной обработке земли, появился первый трактор.
Преподавал в Спас-Клепиках вместе со своей супругой Натальей Ивановной до 1932 года. У них было 5 детей, семья жила в школе, занимая квартиру на 1-м этаже.

## Семья
Евгений Михайлович и Наталья Ивановна Хитровы — учительская пара. Преподавали в Спас-Клепиках до 1932 года. У них 5 детей, семья жила в школе, занимая квартиру на 1-м этаже.

## Память
Музей С. А. Есенина в Спас-Клепиках имеет воссозданную экспозицию квартиры Хитровых. Сюда юный Сергей приходил к учителю со своими стихами.
«Евгений Михайлович Хитров, несомненно, является центральной фигурой в жизни Сергея Есенина», — такими словами начинает свою статью о школьном учителе Л. А. Архипова (директор Государственного музея-заповедника С. А. Есенина) (Архипова 2004, С.92).
Первый по дате известный авторский автограф на свежеизданной книге «Радуница» был адресован своему первому литературному учителю
Доброму        старому учителю
Евгению    Михайловичу
Хитрову,
от      благодарного     ученика,
автора этой       книги.
1916. 29 янв.

Петроград.
Экземпляр хранится в Государственном музее-заповеднике С. А. Есенина в Константинове.